# Perimeter Aviation

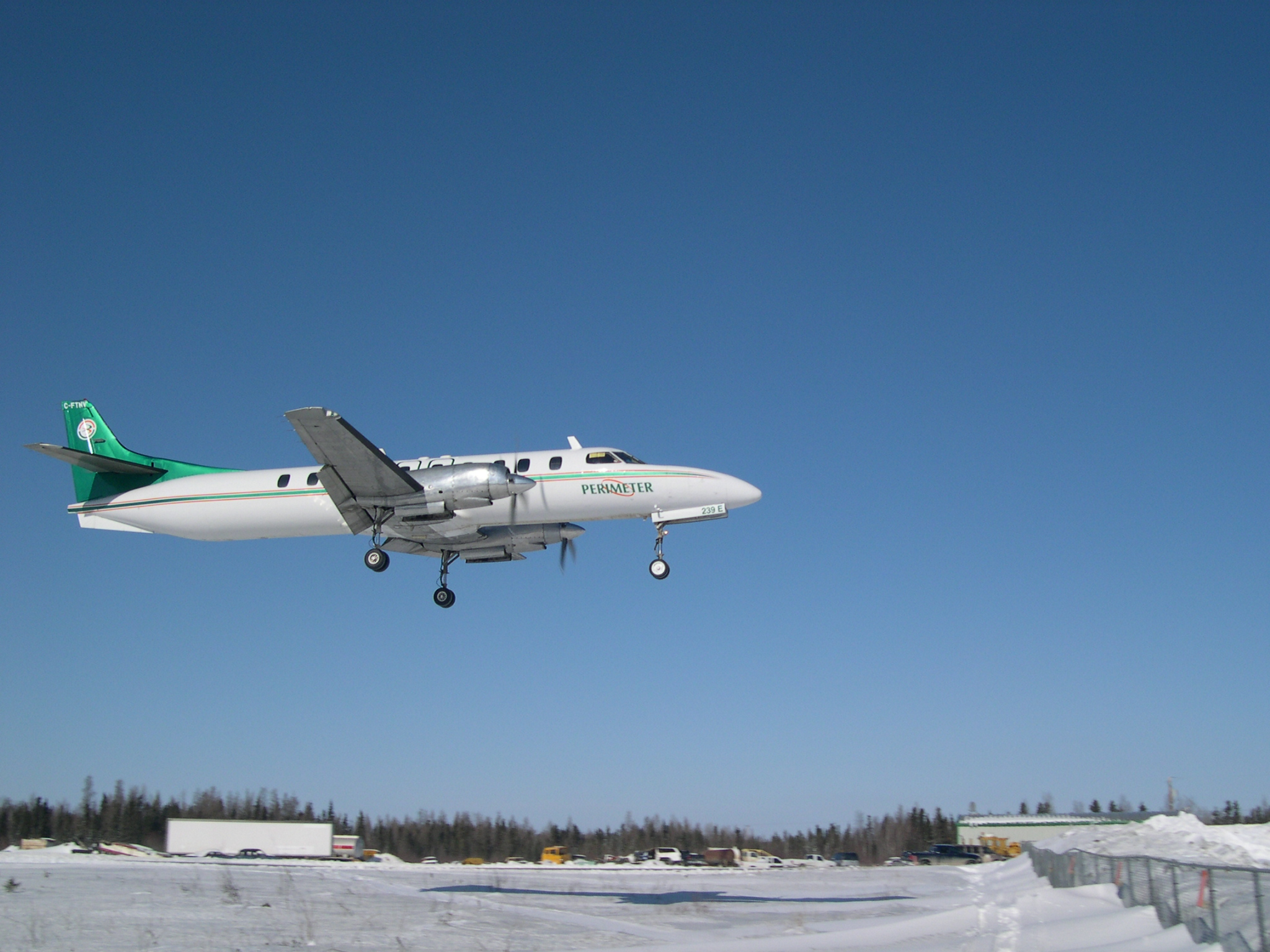
Metro II авіакомпанії Perimeter Aviation

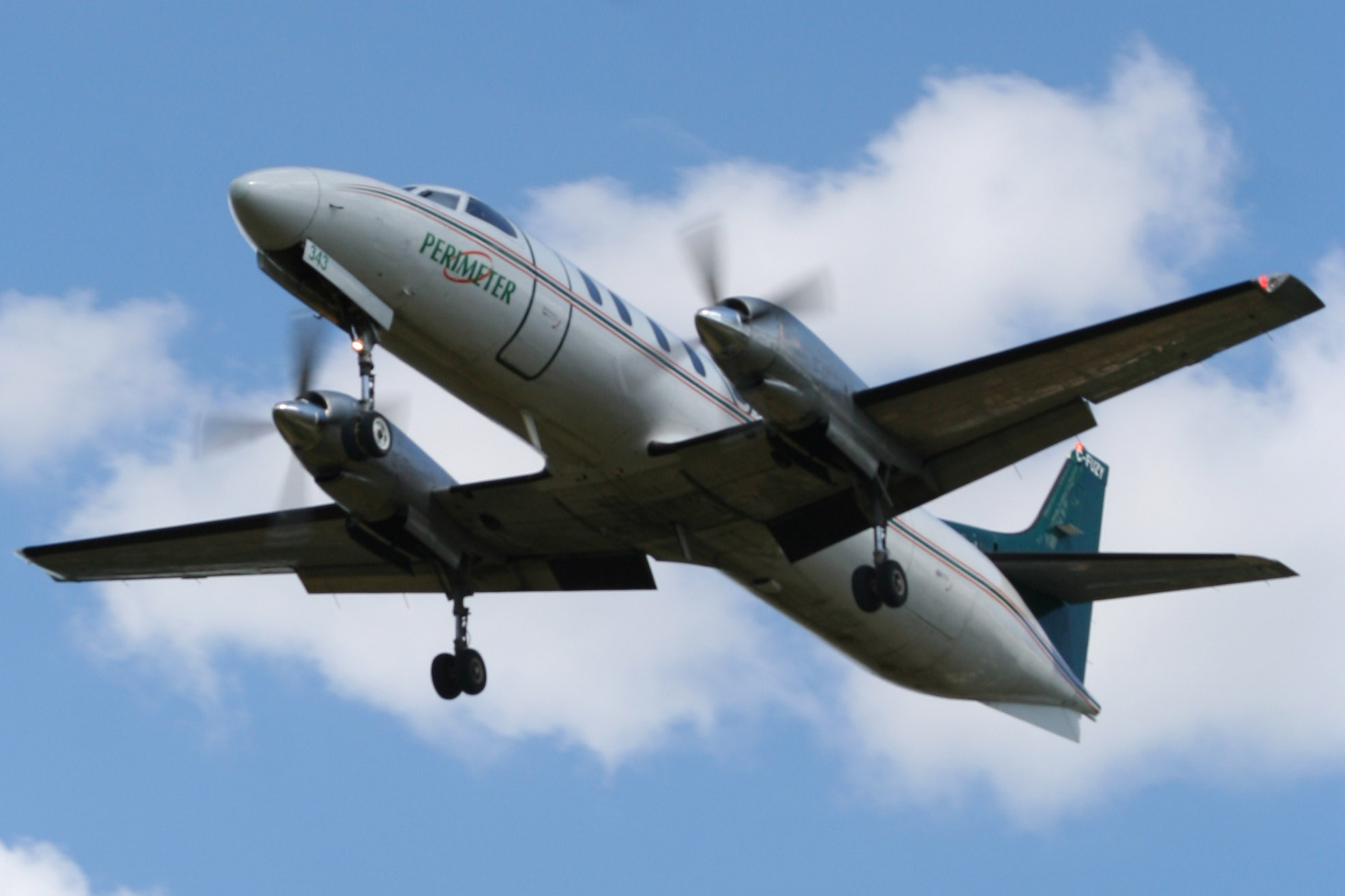
Metro II авіакомпанії Perimeter Aviation

Perimeter Aviation Ltd., діюча як Perimeter Aviation — канадська авіакомпанія місцевого значення зі штаб-квартирою в місті Вінніпег, провінція Манітоба.
Компанія була заснована у 1960 році. В даний час виконує регулярні пасажирські рейси в 21 аеропорт провінції Манітоба, надає послуги з підготовки та перепідготовки льотного складу на власних тренажерах, а також забезпечує вантажні перевезення і роботу мобільних груп швидкої медичної допомоги (санітарна авіація). Порт базування авіакомпанії і її головним транзитним вузлом (хабом) є Міжнародний аеропорт Вінніпег імені Джеймса Армстронга.

## Маршрутна мережа
Станом на березень 2010 року авіакомпанія Perimeter Aviation виконувала регулярні пасажирські рейси в наступні пункти призначення:
- Манітоба
  - Беренс-Рівер — Аеропорт Беренс-Рівер
  - Брендон — Аеропорт Брендон
  - Броше — Аеропорт Броше
  - Крос-Лейк — Аеропорт Крос-Лейк імені Чарлі Сінклера
  - Дофін — Аеропорт Дофін імені Біллі Бейкера
  - Гарден-Хілл, Айленд-Лейк — Айленд Аеропорт-Лейк
  - Годсе-Лейк-Нарроус — Аеропорт Годсе-Лейк-Нарроус
  - Годсе-Рівер — Аеропорт Годсе-Рівер
  - Лак-Броше — Аеропорт Лак-Броше
  - Лінн-Лейк — Аеропорт Лінн-Лейк
  - Норв-Хаус — Аеропорт Норв-Хаус
  - Оксфорд-Хаус — Аеропорт Оксфорд-Хаус
  - Ред-Сакер-Лейк — Аеропорт Ред-Сакер-Лейк
  - Сент-Тереза-Пойнт, Уасагамак — Аеропорт Сент-Тереза-Пойнт
  - Шаматтава — Аеропорт Шаматтава
  - Тадул-Лейк — Аеропорт Тадул-Лейк
  - Томпсон — Аеропорт Томпсон
  - Вінніпег — Міжнародний аеропорт Вінніпег імені Джеймса Армстронга
  - Йорк-Лендінг — Аеропорт Йорк-Лендінг

- Онтаріо
  - Пікангікум — Аеропорт Пікангікум
  - Санді-Лейк — Аеропорт Санді-Лейк

## Флот
За даними Міністерства транспорту Канади в серпні 2009 року повітряний флот авіакомпанії Perimeter Aviation становили такі літаки: